# ディートリヒ1世 (ラウジッツ辺境伯)
ディートリヒ1世（Dietrich I., 990年頃 - 1034年11月19日）は、ヴェッティン伯（2世）、シュヴァーベンガウ伯（在位：1015年 - 1034年）、アイレンブルク伯およびブレーナ伯（在位：1017年 - 1034年）、ハッセガウ及びガウ・ジウジリ伯、およびヴェッティン家で最初のラウジッツ辺境伯（1世、在位：1032年 - 1034年）。ヴェッティン伯デド1世の息子。

## 生涯
1009年のクリスマスに、ディートリヒ1世は妻および諸侯の求めにより、ドイツ王ハインリヒ2世から、父の領地の全てを与えられた。その中には、北ハッセガウの伯領およびツェルビッヒにあった父の所領も含まれていた。1017年に叔父フリードリヒ1世が死去し、ハインリヒ2世はガウ・ジウジリの伯領及び諸権利をディートリヒに与えた。ディートリヒの妻マティルデはマイセン辺境伯エッケハルト1世の娘であった。
エッケハルト1世の子ヘルマン1世や帝国侍従フリードリヒとともに、ディートリヒは1018年の「バウツェンの和約」を宣誓した証人の一人であった。この和約は、1002年にハインリヒ2世とポーランド王ボレスワフ1世の間で始まった戦いを終結させるものであった。ボレスワフ1世の子ミェシュコ2世により戦争が再開されたとき、ヴェッティン家はポーランド王国に対し組織的抵抗を行った。『ザクセン年代記（Annalista Saxo）』によると、1030年までディートリヒ1世は単独でミエシュコに対する組織的抵抗を続け、最終的にミエシュコを退却させた。1032年頃にディートリヒはラウジッツ辺境伯となった。1034年11月19日、義兄エッケハルト2世の従者に殺害された。

## 子女
- デド2世（1010年頃 - 1075年） - ラウジッツ辺境伯（1世、1046年 - 1075年）
- フリードリヒ１世（1020年頃 - 1084年） - ミュンスター司教
- ゲロ（1020年頃 - 1089年） - ブレーナ伯
- ティモ（1034年以前 - 1091/1118年） - ヴェッティン伯
- コンラート - カンブルク伯
- リクダック
- ヒッダ - ボヘミア公スピチフニェフ2世と結婚